# Haswell微架構
Intel Haswell是英特爾的中央處理器架構，由英特爾的奧勒岡團隊負責研發，用以取代Intel Ivy Bridge和Intel Sandy Bridge微架構。 和Ivy Bridge微架構一樣，Haswell採用22納米製程。 根據英特爾的“Tick-Tock”策略和產品路線圖，基於Intel Haswell微架構的處理器定於2013年6月發布。Intel曾於2011年的IDF上展示出基於Haswell微架構的晶片。2012年的英特爾開發者論壇上，英特爾公佈了更多關於Haswell架構的工程樣品處理器和技術說明。在2013年6月4日至6月8日的台北國際電腦展上，英特爾正式推出Haswell微架構以及其處理器產品。

## 技術特性
作為英特爾“Tick-Tock”策略下的產物，在“Tick-Tock”時間表上，Haswell架構屬於“Tock”階段，是為架構改進換代。根據Fudzilla的消息，“英特爾透露給合作夥伴的消息指同時脈下與Ivy Bridge架構的產品相比，Haswell架構的產品其效能至少有10%的提升”。而英特爾宣稱Haswell整體效能將比Ivy Bridge快兩倍。
英特爾稱在某些工作负荷上Haswell架構的效率比上代產品的提升了20%。

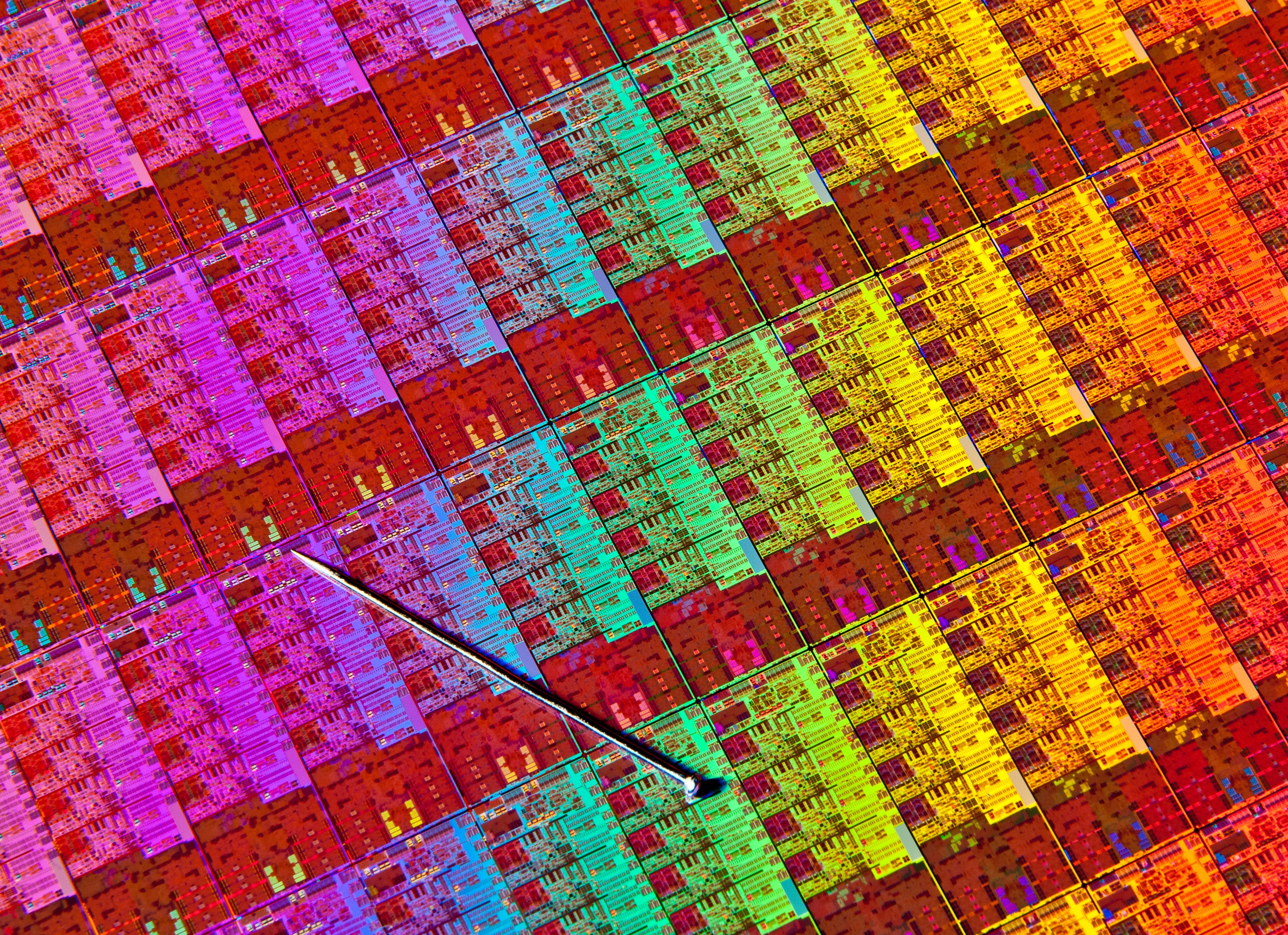
一片基於Haswell架構的處理器晶片的晶圓，與一隻鐵釘的大小對比

### 新特性

#### 製程
- 更成熟的22奈米製程，大幅改善漏電率（這裡的漏電指高製程晶片於運作時，部分電子因量子穿隧效應而由非電路或電路元件的矽中穿過）；[9]
- 更成熟的3D-三柵極電晶體；[9]

#### 處理器核心
- 14級管線（從Intel Core微架構開始一直沿用至今）；[10]
- 和以往一樣，整數運算、浮點運算和SIMD運算作業同樣通過指令端口進行分配；[6]
- 每核心4個算術邏輯單元（ALU）和3個位址生成單元（AGU，2個位於載入管線，1個位於存儲管線）；[6]
- 每核心8指令發射端口，可同時執行8條內部指令（uOPs），以實現4倍整數運算（Intel Sandy Bridge/Ivy Bridge為6uOPs/3倍整數運算）。[6]
- 2個256位元的SIMD單元，以便支援Larrabee/Knight系列的512位元SIMD；[6]
- 類似於X79晶片組平台（使用LGA2011插座）的可調節外頻/基準時鐘頻率（處理器外頻與基準時脈異步），意味著Haswell平台的超頻限制放寬。[11][12]實際上，由於QPI環形鏈路的設計使得核心電源和時脈管理出現這樣的混亂：由於三級快取是CPU核心和GPU核心共用，但三級快取的電壓控制以及時脈控制是和CPU核心的同步的，當CPU核心處於低負載而內建GPU核心處於高負載時，三級快取需要處於全速運作狀態，連帶CPU核心也需要全速運作，這樣不利於處理器的功耗控制。英特爾要解決這個問題，需要CPU核心的基準時脈與非CPU核心的異步。[13]
- 主流級處理器產品全線均為原生四核心，[14]但實際上，英特爾公佈的技術說明已表明下一代的酷睿 i3（Core i3）、奔騰（Pentium）系列仍維持雙核心的設計。[6]
- 英特爾事务性同步扩展 (TSX)，大幅改善多線程執行效率。[15][6]
- AVX2指令集（或稱Haswell新指令集，包括矢量聚集散射、位元處理以及對FMA3的支援）[16][9]
- 改善AES-NI指令的執行效能；[9]

#### 快取、記憶體介面、匯流排、處理器插槽
- 每核心擁有獨立的64KB的L1快取（32KB資料快取+32KB指令快取）；[17]；每核心擁有獨立的256KB L2快取；[17]所有核心可共享最高32MB的L3快取.[10]
- 新的處理器快取設計，旨在提升快取頻寬，L1、L2快取頻寬由原來的每時鐘週期32位元組（256位元），提升至每時鐘週期64位元組（512位元），提升L2 TLB命中率。以提升大規模高負載運算任務的資料存取表現；[6]
- 原生支援雙通道DDR3-1600；[18][9]企業級的Haswell-EP/EX核心還會支援八通道DDR4；[19][20][21]
- 原生支持PCIe 3.0 x16匯流排（H81晶片組除外）。
- 處理器內部仍然使用QPI總線，單向資料傳送效能有4.8GT/s、5.2GT/s、6.4GT/s等三種規格，較低階型號的處理器在晶片組和處理器之間仍然採用DMI總線，單向資料傳送效能有2.5GT/s和5.0GT/s兩種規格；[19]QPI總線的佈局延續Intel Sandy Bridge以來的環形鏈路設計，設計簡單而且效率更高，更容易推出衍生產品。[6]
- 新處理器插座：桌面版本的是LGA 1150，行動版本的是rPGA 947和BGA 1364。[22]英特爾的技術說明已表示Intel Haswell不會向下相容於現有的英特爾處理器平台。[9]

#### 內建顯示核心
- 除了部分極致效能/伺服器平台以外，所有處理器型號均融合Intel HD Graphics顯示核心。
- 內建顯示核心將支援 DirectX 11.1以及 OpenGL 4.0；[23]通用運算方面支援Open CL 1.2；[24]繼續強化3D圖形處理效能，支援HDMI、DisplayPort、DVI、VGA連接埠標準；支援三螢幕顯示訊號獨立輸出（最高解析度為4096像素×3072像素）或是4K分辨率输出；[9][4]
- 新的英特爾HD圖形顯示核心（Intel HD Graphics）有三種不同型號，代號分別為GT1、GT2和GT3。GT1擁有10個執行單元和1組紋理單元，定位入門級；GT2擁有20個執行單元和2組紋理單元，定位主流級；最高階的GT3則擁有40個執行單元和4組紋理單元，但只用於行動平台。[25]而現任的Intel Ivy Bridge整合顯示核心HD4000最多只有16個執行單元，但顯示核心架構仍舊一樣，[26]由於在架構、製程不變的情形下大幅提升顯示核心的規模和規格，可能會使內建顯示核心的Intel Haswell架構的處理器的發熱量急升，桌上型版本可以突破100瓦，行動版本更達57瓦。[27]
- 在相同的功耗水準Haswell能提供两倍于Intel Ivy Bridge的图像性能，英特爾稱Haswell的內建GPU的效能可媲美售價50$至70$的獨立顯示核心。
- 不再支持Windows XP，也不支持Windows Vista。如需在Haswell平台上运行Windows XP，须另行购买独立显卡[28]。

#### 電源管理、熱設計功耗
- 處理器晶片將內建完整的電壓調節模組，Intel又一次把主機板上的元件整合至處理器上，[29]此舉可令主機板的供電設計變得簡單，降低主機板廠商的製造主機板的製造成本。[9]但同時也令主機板廠商的產品賣點減少，趨於同質化，競爭加劇。[30][31]英特爾的這種設計並非是電壓調節模組和處理器晶片完全融合，電壓調節模組是一塊獨立的供電晶片，英特爾稱『整合稳压器』（IVR），和處理器晶片共用一塊處理器基板。晶片採用22奈米制程，內建20個『供電單元』（Power Cell），具有可程式化特性，可為處理器各單元模組提供獨立穩定的電壓控制，理論上最多可以為處理器內各個模組單元提供一共320相供電。[32]
- 新的高級電源管理，除了傳統的EIST和Turbo Boost以外，新增了幾個電力控制狀態，對於CPU核心和內建GPU核心將會有更明確精細的電壓控制，類似於對手超微半導體（AMD）的Turbo Core 3.0；[9][6]
- 行動版本的處理器將有熱設計功耗為25瓦、37瓦、47瓦以及57瓦的型號[14]；而桌機版本的預期則有熱設計功耗為35瓦、45瓦、55瓦、65瓦、77瓦、95瓦以及極致效能（包括高階伺服器平台的）高達100瓦以上TDP的型號[14]，最高達到了Haswell-EP/EX的160瓦，最大通過電流190安培[33][34]，不過有消息指出，由於增大的顯示核心，主流級和效能級桌面版本處理器的熱設計功耗有可能上揚至105瓦[35]；除了流動平台、桌面平台以及伺服器平台以外，Intel還專門為超極致筆電設計了TDP只有15W、10W的版本，而且還將採用多晶片模組的設計，將晶片組和處理器整合到一塊處理器基板上，類似於Intel Westmere中顯示核心和CPU核心整合於一塊處理器基板的形式。[14][9][36][37][6]

#### Thunderbolt技術
- 支援Thunderbolt技術，最高能支援到Thunderbolt 2.0。[38][39]

### 傳聞中會有的新特性
- 128 bytes cache line.[來源請求]
- Execution trace cache will be included L2 caching design.[來源請求]

## Haswell Refresh
英特尔在2014年5月发布Haswell的改进版，称为Haswell Refresh。同時，發佈新一代9系晶片組。
Haswell/Haswell Refresh與8/9系晶片組互相相容。Haswell Refresh K系列處理器原先只能在Z97或H97主機板上使用。后来英特尔宣布Haswell Refresh K系列处理器也可在8系主板上使用。
i7-4790用以取代i7-4771而非i7-4770。

## 晶片組

### 8系列晶片組
- 支援USB3.0並最多提供6個連接埠
- 支援SATA 6.0Gb/s並提供最多6個連接埠
- 優化硬碟資料傳送效能，提高資料存取和響應能力，特別是固態硬碟
- 優化英特爾智能響應技術及其支援驅動程式
- 为固態硬碟組建的硬碟陣列提供完整的TRIM支援
- Intel Lake Tiny技術（動態硬碟加速）改善固態硬碟和機械硬碟混合組合的傳送效能
- 採用32nm製程
- 秏電量4.1W（上代為6.7W）
- 於2013年第二季上市[42]，不相容舊有處理器。[9]

消費級平臺上，最高階型號為Z87，支援所有特性；H87不支援動態硬碟加速以及3路PCI-E顯示卡互聯；而最低階的H81取代舊有的H61，僅支援單路PCIe 2.0 x16+六條PCIe 2.0 x1、兩個USB 3.0連接埠+八個USB 2.0連接埠、兩個SATA 6Gbps連接埠+兩個SATA 3Gbps連接埠（無RAID），以及每通道記憶體只支援一個DIMM（亦即每通道僅能插入一條DDR3記憶體）。除此以外，B85也會取代B75，規格和H87相近但不支援高級硬碟特性。一些有一定研发实力的厂商，如华硕电脑、华擎科技、技嘉科技等，推出的H87、B85芯片组的主板支援一些处理器型号的倍频调整或是基准频率的调整以实现处理器的超频。
商務平臺由Q87、Q85分別取代Q77、Q75。
然而在2013年3月份，有消息指8系列晶片組工程樣品中的USB 3.0控制器存在缺陷，會影響S3休眠電源狀態以及USB 3.0的使用。儘管離正式發佈仍有三個月的時間，但是英特爾当时卻沒有修復這個硬體電路BUG的打算，所以销售的C1步进的产品是存在瑕疵的。后来英特尔于2013年4月份突然宣布这个硬件电路的BUG已修复完成，但仅限于2013年8月份以后推出的C2步进的版本，此前出货的有缺陷的C1步进版本仍然继续销售，只是要注意USB3.0的使用。有消息称该缺陷只会在Windows 8系统下碰到。据称该缺陷无法透過更新驱动程序或BIOS/EFI修复，但有网友称在Windows 8和Windows Server 2012下可以透過安装KB2811660和KB2822241修复该缺陷。

### 9系列晶片組
- 支持M.2接口
- 于2014年第二季上市，将兼容后续的Broadwell处理器。

## 處理器

### 消費級處理器
首批上市的基於Haswell架構的消費級桌上型處理器有Core i7系列、Core i5系列，標準電壓版的Core i7-4770K/4770、Core i5-4670K/4670/4570/4430的熱設計功耗為84瓦（其中帶“K”的型號不鎖定倍頻），節能版的Core i7-4770S、Core i5-4670S/4570S/4430S的為65瓦，低電壓版的Core i7-4770T、Core i5-4670T的為45瓦，超低電壓版的Core i7-4765T、Core i5-4570T（雙核心四線程）的則為35瓦。全部型號內建英特爾HD圖形（HD Graphics 4600）。行動版處理器全部為四核心Core i7，分別為i7-4930MX（TDP 57瓦，8MB三級快取）、i7-4900MQ（TDP 47瓦，8MB三級快取）、i7-4800MQ（47瓦，6MB三級快取），均為rPGA封裝。面向主流市場的Core i3以及Pentium型號則於2013年8月後陸續推出，有Core i3-4130/4330/4340、Pentium G3220/G3420/G3430/G3450等型號。
2014年，為紀念英特爾『Pentium』（奔騰）品牌誕生20週年，英特爾已於2014年中期推出無倍頻鎖定的Pentium20週年紀念版(PENTIUM G3258)，英特爾8系列和9系列的晶片組均可支援。除此以外，還將發布英特爾首款消費級八核心處理器，支援DDR4記憶體。而且還改進處理器頂蓋中的導熱材料，緩解haswell架構處理器中部分型號的過熱問題。

### 企業級處理器
Intel為在高效能計算和高效能資料中心領域對抗NVIDIA“Project Denver”的新形態處理器（基於ARM的指令集架構的處理器並整合NVIDIA基於“Maxwell”架構的GPGPU），將推出極致效能的x86處理器核心Haswell-EP/EX，最高支援八通道DDR4-4266，熱設計功耗高達160瓦，往下還有145瓦、135瓦、120瓦等幾個階層。

## 效能表現
與上一代Sandy Bridge/Ivy Bridge架構相比：
- Haswell的CPU核心預期至少有10%～20%的效能提升，相對於Ivy Bridge的製品；[8]不過根據2013年3月流出的Core i7-4770K的工程樣品顯示，整體效能水準相較于前兩代的Core i7而言提升幅度仍然有限。[67][68]
- 最高階的內建圖形處理器是HD Graphics 4600預計會有翻倍的效能，相對於HD Graphics 4000，而實際上提升幅度和上一代的一樣，而且仍然不及對手超微半導體的AMD Fusion APU的內建顯示核心。[67]

## 過熱問題
內建顯示核心的運行單元(EU)由上代Ivy Bridge的6組大幅增加到20組，同時也將電源控制模組整合到CPU上，四核心型號耗電量由77W上升到84W，使得處理器電壓調節模組的熱量都集中至CPU上，運行時的温度比上代更高，超頻能力亦有所下降。 因為發熱升高，效能沒有太多提升，使得Haswell微架構在超頻玩家中也被戲稱『hotwell』。

## 製程改進版：Intel Broadwell
根據Intel的“Tick-Tock”策略路線，Intel Haswell微架構的製程改進版代號為Intel Broadwell，採用14納米製程，於Haswell發布後一年發布。Intel Broadwell將會採用系統單晶片（SoC）或多晶片模組（MCM）的設計，將PCH晶片組內建於處理器晶片上或處理器基板上。這個將意味著Intel Haswell平台的主機板和處理器無法與Intel Broadwell的處理器/主機板互相相容，因為Haswell平台的主機板仍保留晶片組的設計。Broadwell一部份處理器型號兼容LGA1150接口，這符合一代接口用兩代的慣例。
2012年11月末，有不實傳言謠傳指英特爾在Broadwell以後將統一採用BGA封裝，摒棄插槽，屆時將和主機板捆綁販售，此言一出，立刻在個人電腦DIY市場上引起強烈反對的聲音，而英特爾發言人Daniel Snyder則出面澄清，“英特爾將繼續在可以預見的未來為使用者提供LGA封裝的處理器製品”。對手AMD也表示，儘管它們有BGA封裝的製品大量生產，但不會放棄插槽式的處理器製品。
英特爾也會在Broadwell中加入新指令：
- ADOC/ADCX指令，用於任意精度整數操作[80]

## 繼任微架構
Intel Skylake微架構將會是Intel Haswell微架構及其製程改進版Intel Broadwell微架構的繼任者。